# Zipoition
Zipoition var en by grundlagt af den hellenistiske konge Zipoites af Bithynien ved foden af Lypedron-bjerget. Byens placering er i dag ukendt.
| Historie | Spire Denne historieartikel er en spire som bør udbygges. Du er velkommen til at hjælpe Wikipedia ved at udvide den. |